# Dwór w Gierłoży
Dwór w Gierłoży – dwór zlokalizowany we wsi Gierłoż w powiecie kętrzyńskim (województwo warmińsko-mazurskie), nad jeziorem Siercze.

## Historia i architektura
W okresie średniowiecza istniał w lesie koło dzisiejszej Gierłoży dwór myśliwski. Jego załoga zaopatrywała załogę kętrzyńskiego zamku w dziczyznę. W 1437 miasto Kętrzyn zakupiło ponad 839 hektarów lasu, z którego na początku XIX wieku wyodrębniono folwark. Stał on prawdopodobnie w miejscu, gdzie istniał wcześniej dom myśliwski. Od 1889 właścicielem tego majątku był major Julius von Normann (mason). Gdy zmarł, w 1913 majątek zakupił baron Dodo zu Innhausen und Knyphausen pochodzący z okolic Dortmundu. Był on do 1934 starostą kętrzyńskim. W latach 1913-1915 wzniósł (lub miasto wzniosło dla niego) neobarokowy dwór na wzniesieniu przy jeziorze Siercze, w którym zamieszkiwał z  żoną oraz trzema córkami do stycznia 1945. Rodzina wprowadziła się do obiektu 5 listopada 1915, a otwarcie budowli uświetnił polski skrzypek Bronisław Huberman. Wnętrza zaprojektowała Eliza Knyphausen, żona barona. W 1915 rosyjscy jeńcy wojenni dokonali niwelacji okolicznych terenów, w tym zbudowali nasyp biegnący ku jezioru, obsadzony następnie żywopłotem z białego głogu, a także założyli aleje: lipową i kasztanową.
W 1944 w pokoju gościnnym nocował generał Walter Warlimont. Latem 1944 zbudowano zasieki i pola minowe odgradzające majątek od Wilczego Szańca. Przebiegały one m.in. przez ogród dworski, w odległości około 70 metrów od budynku. Nie potwierdzona w żadnych źródłach legenda głosiła, że gościem dworu była też Ewa Braun.
Przez kilkadziesiąt lat powojennych obiekt pełnił funkcję ośrodka wczasowego warszawskiego Instytutu Lotniczego na Okęciu, a potem przeszedł w ręce prywatne. Obecnie mieści hotel pod nazwą „Księżycowy Dworek“.
Obiekt otacza park dworski z końca XVIII i początku XIX wieku.

## Galeria

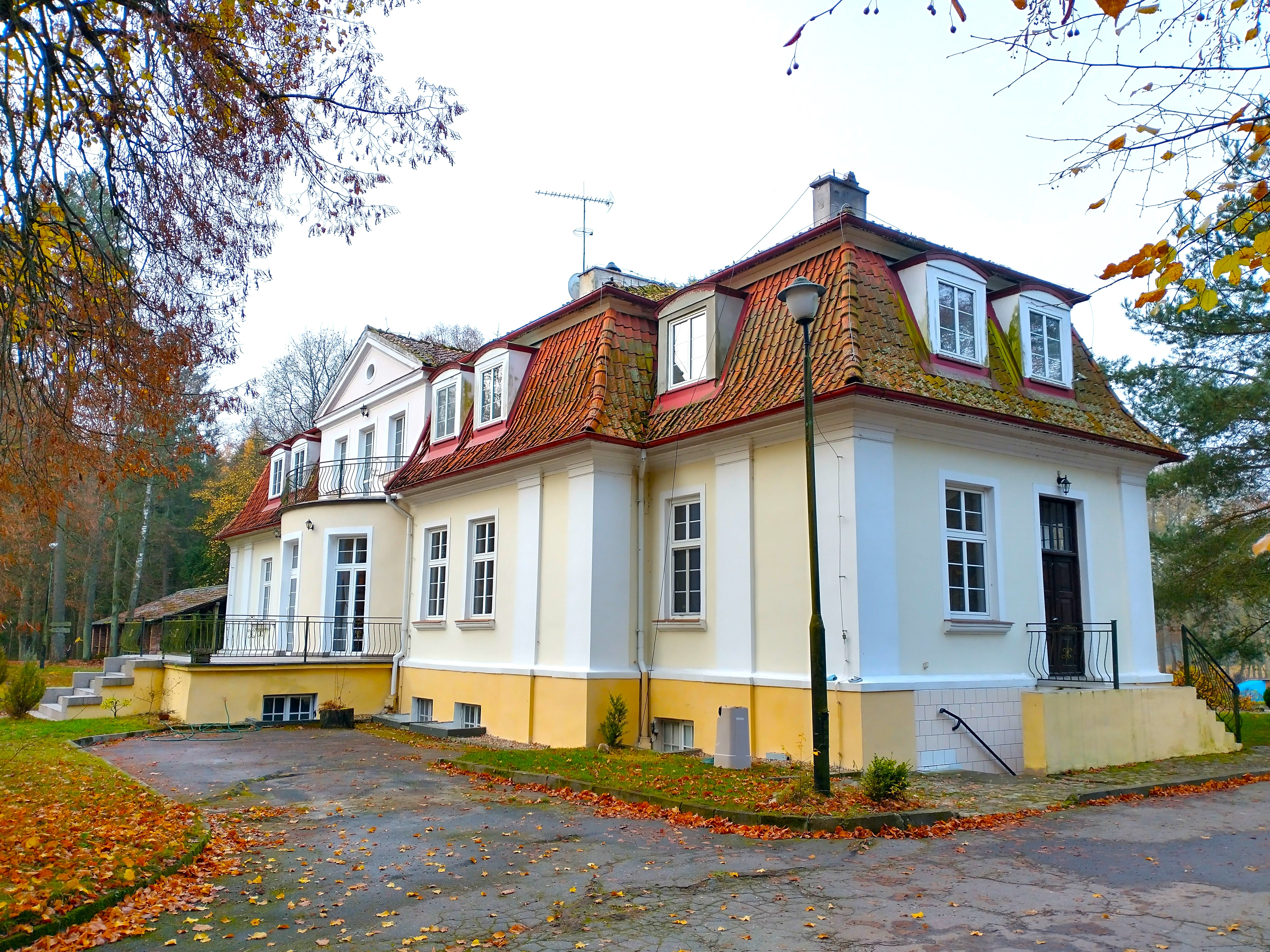
Fasada ogrodowa
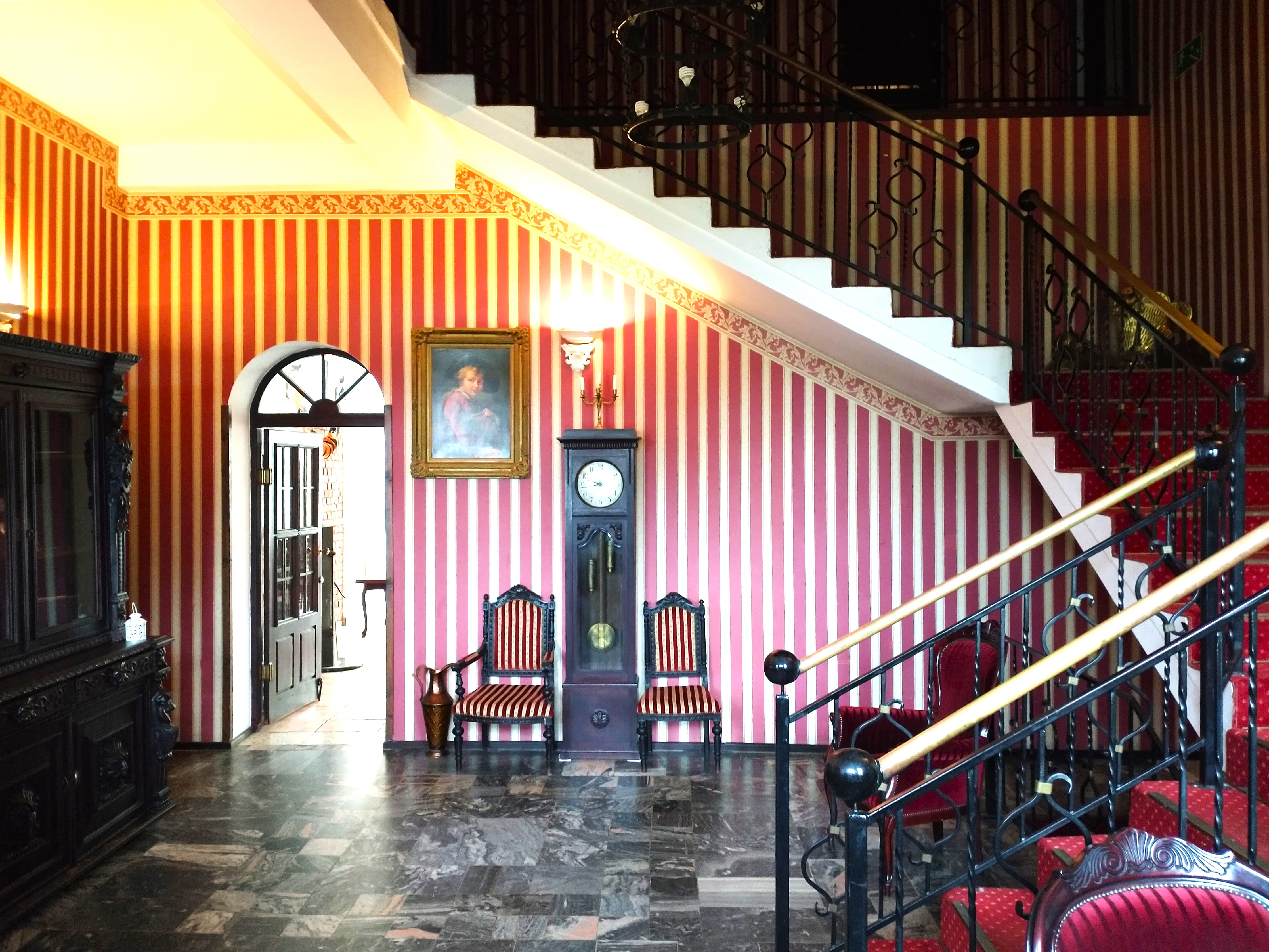
Wnętrze (sień)